# Aigle Azur
Aigle Azur, Société Transports Aériens, era una aerolínea con sede y sede en  Aeropuerto de París Orly. La aerolínea operaba vuelos regulares desde Francia a 21 destinos en Europa, África y Medio Oriente, con una flota de aviones Airbus A320 y Airbus A330. La aerolínea se declaró en bancarrota y se colocó en administración judicial el 2 de septiembre de 2019. Se recibieron ofertas de adquisición, pero ninguna resultó viable y el tribunal liquidó la aerolínea el 27 de septiembre de 2019. 
Aigle Azur, se fundó en abril de 1946, de la mano de Sylvain Floirat. Durante la década de los 1950, Aigle Azur comenzó sus vuelos de larga distancia, uniendo Francia con las colonias en África y en Asia. En 1970, y tras las pérdidas de muchas colonias, Aigle Azur se convierte en una aerolínea regional, pasándose a llamar Lucas Aviation, y estableciendo su sede en el Aeropuerto París-Pontoise. En mayo de 2001, Groupe GOFAST adquiere Lucas Aviation, a la que se le vuelve a cambiar el nombre por el de Aigle Azur. 
Actualmente, poseía 1,000 empleados, distribuidos en 21 destinos por Europa y África. El empresario francés Gerard Houa , que controla alrededor del 20% del transportista, intentó tomar el control, pero fue rechazado por HNA Group y David Neeleman. Después de eso, el transportista había sido puesto bajo el control de un administrador temporal el 27 de agosto de 2019 a pedido de su presidente. Aigle Azur se declaró en bancarrota y fue puesto en quiebra el 2 de septiembre. Los vuelos a ciertos destinos se suspendieron el 5 de septiembre, junto con la venta de boletos para todos los vuelos a partir del 10 de septiembre.

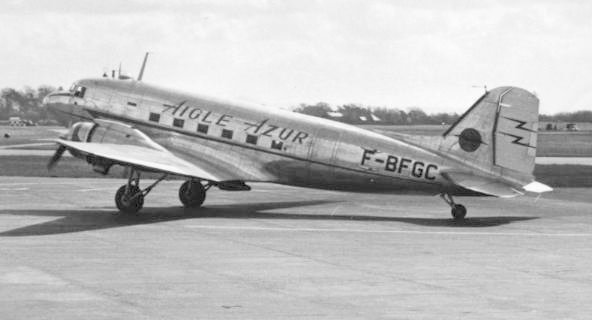
DC-3 de Aigle Azul en 1953.

## Flota Histórica
La aerolínea durante su existencia operó las siguientes aeronaves:

## Incidentes
- El 16 de abril de 1953, un DC-3 de Aigle Azur, se estrella poco después de despegar del aeropuerto de Hanói, en Vietnam. Fallecen 30 personas.
- El 16 de junio de 1953, otro DC-3 de Aigle Azur se estrella tras producirse un fuego a bordo. Fallecen 30 personas.
- El 10 de enero de 2008, un Airbus A321 de Aigle Azur, sufre un incidente mientras intentaba aterrizar en el  Aeropuerto Internacional Houari Boumedienne. Al parecer, la parte trasera del avión golpeó la pista, causando un fuerte daño en el fuselaje. Afortunadamente, no hubo que lamentar víctimas mortales.